# San Leonardo, Nueva Ecija
San Leonardo là một đô thị hạng 2 ở tỉnh Nueva Ecija, Philippines. Theo điều tra dân số năm 2007, đô thị này có dân số 54.596 người trong 10.068 hộ.
San Leonardo tọa lạc giữa Thành phố Gapan và Santa Rosa.

## Barangay
San Leonardo được chia thành 15 barangay.
- Mallorca
- Bonifacio (Población)
- San Bartolomé (Población)
- Burgos (Población)
- Rizal (Población)
- Mambangnan
- Nieves
- Castellano
- San Roque
- San Anton
- Tambo-Adorable
- Magpapalayok
- Tabuating
- Tagumpay
- Diversion